# Sergio Palazzo
Sergio Omar Palazzo (Guaymallén, 5 de abril de 1962) es un político y sindicalista argentino, que se desempeña como Diputado Nacional por el Frente de Todos, representando a la Provincia de Buenos Aires. Es además, desde el 2009, titular de La Bancaria, sindicato que nuclea a empleados de bancos en Argentina.

## Biografía
Palazzo nació en Guaymallén, provincia de Mendoza, siendo sus padres un colectivero y una empleada doméstica. En su provincia comenzó a trabajar en el Banco Mendoza, dando así sus primeros pasos como dirigente sindical. Comenzó a estudiar Derecho, carrera que abandonó al poco tiempo, aunque sin embargo, realizó una Maestría en Administración de Recursos de la Salud en la Universidad ISALUD en 2008. Desde 2005 reside en El Palomar, partido de Tres de Febrero. Es reconocido como uno de los impulsores de que, cuando quebró el Banco Mendoza, en la década de 1990, fue quien realizó mayores gestiones para reincorporar personal en otras entidas bancarias como el Banco Nación, entre otras.
En 2009 asumió la titularidad del gremio de empleados bancarios conocido como La Bancaria. Su llegada a la conducción del gremio se dio tras la detención de Juan José Zanola, quien controlaba el gremio desde 1983, y que debió dejar el puesto cuando fue detenido por una causa penal en cuando asume Palazzo, de manera interina al principio, quien hasta ese entonces era secretario general.
A pesar de estar vinculado políticamente a la Unión Cívica Radical, en la que militó desde los 18 años, y de ser opositor al gobierno de Cristina Fernández de Kirchner, en las elecciones legislativas de 2021 fue electo diputado nacional por la provincia de Buenos Aires en la lista del Frente de Todos afín al kirchnerismo.